# Vogue (chanson d'Ayumi Hamasaki)
Cet article concerne la chanson d'Ayumi Hamasaki. Pour la chanson de Madonna, voir Vogue.
Pour les articles homonymes, voir Vogue (homonymie).
 (janvier 2012).
Si vous disposez d'ouvrages ou d'articles de référence ou si vous connaissez des sites web de qualité traitant du thème abordé ici, merci de compléter l'article en donnant les références utiles à sa vérifiabilité et en les liant à la section « Notes et références ».
Singles de Ayumi Hamasaki
Fly High
(2000) Far Away
(2000)
Vogue (écrit en minuscules : vogue) est le 14e single de Ayumi Hamasaki sorti sous le label Avex Trax, en 2000, ou son 15e au total en comptant Nothing from Nothing.

## Présentation
Le single sort le 26 avril 2000 au Japon sous le label Avex Trax, produit par Max Matsuura. Il ne sort que deux mois et demi après le précédent single de la chanteuse : Fly High. Il atteint la 3e place du classement de l'Oricon. Il se vend à 351 740 exemplaires la première semaine, et reste classé pendant 17 semaines, pour un total de 767 660 exemplaires vendus durant cette période. Une autre version du single au format maxi 45 tours vinyle sortira quatre mois plus tard, le 10 août 2000.
Bien qu'officiellement présenté comme un single, le disque contient en fait dix titres, pour un total de près d'une heure d'écoute : la chanson-titre originale, cinq versions remixées supplémentaires en plus de sa version instrumentale, deux remixes d'anciennes chansons déjà sorties en singles : Whatever et Too Late, et en fin de disque une nouvelle chanson : Ever Free.
La chanson-titre originale a été utilisée pour une campagne publicitaire pour la marque Kose Visee. La chanson en "face B" Ever Free a été utilisée dans le drama Tenki Yohou no Koibito. La chanson-titre figurera sur l'album Duty qui sortira cinq mois plus tard, puis sur les compilations A Best de 2001 et A Complete: All Singles de 2008. Elle figurera aussi dans des versions remixées sur quatre albums de remix de 2001 et 2002 : Ayu-mi-x III Non-Stop Mega Mix Version, Ayu-mi-x III Acoustic Orchestra Version, Super Eurobeat presents ayu-ro mix 2, et Ayu-mi-x 4 + selection Non-Stop Mega Mix Version. La chanson Ever Free restera quant à elle inédite en album ou compilation, mais sera remixée sur le single Seasons de juin suivant, puis elle aussi sur l'album Ayu-mi-x III Acoustic Orchestra Version de 2001.
Le single est présenté comme le premier d'une trilogie et sera suivi à trois semaines d'intervalle des singles Far Away et Seasons ; ils sont décrits par la chanteuse comme une vision de sa vie sous trois angles différents. Les pochettes des trois singles sont liées, de même que les trois clips vidéos des chansons-titre qui forment un tout dont l'histoire se suit, et qui seront publiées à la suite sur un même DVD après leur diffusion indépendante à la télévision.

## Liste des titres
Toutes les paroles sont écrites par Ayumi Hamasaki, toute la musique est composée par Kazuhito Kikuchi sauf titre N°3 par D・A・I.
| 1.  | Vogue "Original Mix" (vogue…)                                 | Mix : Atsushi Hattori  | 4:29 |
| 2.  | Vogue (HAL's Mix 2000) (vogue "HΛL's MIX 2000")               | HΛL                    | 4:42 |
| 3.  | Too Late "Soul Solution Remix -Extended Vox-" (too late…)     | Soul Solution          | 7:25 |
| 4.  | Vogue "Dub's mellowtech Remix"                                | Izumi "D.M.X" Miyazaki | 6:51 |
| 5.  | Vogue "Groove That Soul Mix"                                  | Satoshi Hidaka         | 5:43 |
| 6.  | Vogue "400BPM Fatback Mix"                                    | Miki Watanabe          | 5:18 |
| 7.  | Whatever "FPM's Winter Bossa" (WHATEVER "FPM's WINTER BOSSA") | Tomoyuki Tanaka        | 6:53 |
| 8.  | Vogue "Pandart Sasanooha Mix"                                 | Pandart Sasanooha      | 5:25 |
| 9.  | Vogue "Original Mix" (Instrumental)                           | Mix : Atsushi Hattori  | 4:28 |
| 10. | Ever Free (ever free)                                         | Mix : Atsushi Hattori  | 3:51 |

## Édition vinyle
Singles par Ayumi Hamasaki
Ayu-mi-x II version JPN Far Away
Vogue (vogue) est un maxi 45 tours au format disque vinyle de Ayumi Hamasaki.
Il sort en édition limitée le 10 août 2000 au Japon sous le label indépendant Rhythm Republic affilié à Avex Trax, le même jour que les versions vinyles des singles Far Away et Seasons. 
Il contient la chanson-titre originale précédée de deux versions remixées, toutes déjà parues sur le 14e single CD homonyme de la chanteuse sorti quatre mois plus tôt, le 26 avril 2000.
| 1. | Vogue "Dub's Mellowtech Remix" | Izumi "D.M.X" Miyazaki | 6:51 |

| 1. | Vogue "Groove That Soul Mix" | Satoshi Hidaka        | 5:43 |
| 2. | Vogue "Original Mix"         | Mix : Atsushi Hattori | 4:29 |

## Interprétations à la télévision
- SMAPxSMAP Autumn Special (2 octobre 2000)
- Digital Dream Live (2 décembre 2000)
- CDTV Special Live 2000-2001 (30 décembre 2000)
- 42nd Japan Record Awards (31 décembre 2000)